# Kemmankol, Gokak
Kemmankol là một làng thuộc tehsil Gokak, huyện Belgaum, bang Karnataka, Ấn Độ.